# Berlingske Tidende (dokumentarfilm fra 1916)
|  | Denne artikel er oprettet af botten Steenthbot ud fra en ekstern database. Den kan derfor have sproglige fejl eller mangler. Denne skabelon kan fjernes efter kontrol af indholdet. |

 For alternative betydninger, se Berlingske Tidende (flertydig). (Se også artikler, som begynder med Berlingske Tidende)
Berlingske Tidende er en dansk dokumentarisk optagelse fra 1916 instrueret af Peter Elfelt.

## Handling
Redaktøren i arbejde. Medarbejderne farer ud og ind. Bl.a. ses musikanmelder Kaj Flor (1886-1965).